# FK Qabala
Maillots
Le Qabala Futbol Klubu (en azéri : Qəbələ Futbol Klubu), plus couramment abrégé en Qabala FK, est un club azerbaïdjanais de football fondé en 2005 et basé dans la ville de Qabala.

## Histoire
Le club est fondé en 2005.

## Bilan sportif

### Palmarès
| Compétitions nationales | Compétitions internationales |
| - Championnat d'Azerbaïdjan : - Vice-champion : 2016-17 et 2017-18. - Coupe d'Azerbaïdjan (2) : - Vainqueur : 2018-19 et 2022-23. - Finaliste : 2013-14, 2016-17 et 2017-18. - Championnat d'Azerbaïdjan de D2 (1) : - Champion : 2005-06. |                              |

### Bilan par saison
| Saison    | Championnat | Championnat | Championnat | Championnat | Championnat | Championnat | Championnat | Championnat | Championnat | Championnat | Coupe d'Azerbaïdjan | Meilleur buteur                     |
| Saison    | Division    | Pos         | Pts         | J           | V           | N           | D           | BP          | BC          | Diff        | Coupe d'Azerbaïdjan | Meilleur buteur                     |
| --------- | ----------- | ----------- | ----------- | ----------- | ----------- | ----------- | ----------- | ----------- | ----------- | ----------- | ------------------- | ----------------------------------- |
| 2005-2006 | 2e          | 1er         | 72          | 30          | 22          | 6           | 2           | 72          | 14          | +58         | Huitièmes de finale | R. Ahmadov (18)                     |
| 2006-2007 | 1re         | 11e         | 16          | 24          | 4           | 4           | 16          | 17          | 47          | -30         | Huitièmes de finale | Vusal Garaev (4)                    |
| 2007-2008 | 1re         | 6e          | 36          | 26          | 11          | 3           | 12          | 33          | 36          | -3          | Demi-finales        | Vitali Balamestny (8)               |
| 2008-2009 | 1re         | 10e         | 33          | 26          | 9           | 6           | 11          | 28          | 21          | +7          | Demi-finales        | Kanan Karimov (6)                   |
| 2009-2010 | 1re         | 6e          | 56          | 42          | 15          | 14          | 14          | 42          | 48          | -6          | Premier tour        | Tomasz Stolpa (7)                   |
| 2010-2011 | 1re         | 7e          | 51          | 32          | 13          | 12          | 7           | 31          | 18          | +13         | Quarts de finale    | Deon Burton (9)                     |
| 2011-2012 | 1re         | 5e          | 52          | 32          | 15          | 7           | 10          | 43          | 32          | +11         | Quarts de finale    | Dodô (9) Yannick Kamanan (9)        |
| 2012-2013 | 1re         | 6e          | 38          | 32          | 10          | 8           | 14          | 32          | 40          | -8          | Quarts de finale    | Lourival Assis (6) Victor Mendy (6) |
| 2013-2014 | 1re         | 3e          | 61          | 36          | 18          | 7           | 11          | 48          | 38          | +12         | Finale              | Danijel Subotić (12)                |
| 2014-2015 | 1re         | 3e          | 54          | 32          | 15          | 9           | 8           | 46          | 35          | +11         | Quarts de finale    | Javid Huseynov (11)                 |
| 2015-2016 | 1re         | 3e          | 59          | 36          | 16          | 11          | 9           | 44          | 28          | +16         | Demi-finales        | Oleksiy Gai (10)                    |
| 2016-2017 | 1re         | 2e          | 52          | 28          | 14          | 10          | 4           | 48          | 21          | +27         | Finale              | Filip Ozobić (11)                   |
| 2017-2018 | 1re         | 2e          | 49          | 28          | 14          | 7           | 7           | 43          | 26          | +17         | Finale              | Bagaliy Dabo (13)                   |
| 2018-2019 | 1re         | 4e          | 36          | 28          | 9           | 9           | 10          | 31          | 33          | -22         | Vainqueur           | James Adeniyi (10)                  |
| 2019-2020 | 1re         | 8e          | 19          | 20          | 5           | 4           | 11          | 25          | 35          | -10         | Demi-finales        | Davit Volkovi (7)                   |
| 2020-2021 | 1re         | 7e          | 26          | 28          | 5           | 11          | 12          | 23          | 44          | -21         | Quarts de finale    | James Adeniyi (6)                   |
| 2021-2022 | 1re         | 4e          | 45          | 28          | 12          | 9           | 7           | 38          | 34          | +4          | Demi-finales        | Isnik Alimi (10)                    |
| 2022-2023 | 1re         | 4e          | 50          | 36          | 13          | 11          | 12          | 47          | 47          | 0           | Vainqueur           | Isnik Alimi (9)                     |
| 2023-2024 | 1re         | 10e         |             |             |             |             |             |             |             |             |                     |                                     |
| 2024-2025 | 2e          | ?           |             |             |             |             |             |             |             |             |                     |                                     |
| 2025-2026 | 1er         | en cours    |             |             |             |             |             |             |             |             |                     |                                     |

1. ↑  Compétition abandonnée à ce stade en raison de la pandémie de Covid-19 en Azerbaïdjan.

Légende
- Vainqueur de la compétition
- Vice-champion ou finaliste de la compétition
- Troisième de la compétition
- Promotion en division supérieure

### Bilan européen
Note : dans les résultats ci-dessous, le score du club est toujours donné en premier.
| Saison    | Compétition             | Tour             | Club                  | Domicile | Extérieur | Total     |
| --------- | ----------------------- | ---------------- | --------------------- | -------- | --------- | --------- |
| 2014-2015 | Ligue Europa            | Premier tour Q   | Široki Brijeg         | 0 - 2    | 0 - 3     | 0 - 5     |
| 2015-2016 | Ligue Europa            | Premier tour Q   | Dinamo Tbilissi       | 2 - 0    | 1 - 2     | 3 - 2     |
| 2015-2016 | Ligue Europa            | Deuxième tour Q  | FK Čukarički          | 2 - 0    | 0 - 1     | 2 - 1     |
| 2015-2016 | Ligue Europa            | Troisième tour Q | Apollon Limassol      | 1 - 0    | 1 - 1     | 2 - 1     |
| 2015-2016 | Ligue Europa            | Barrages Q       | Panathinaïkos         | 0 - 0    | 2 - 2     | 2E - 2    |
| 2015-2016 | Ligue Europa            | Groupe C         | Borussia Dortmund     | 1 - 3    | 0 - 4     | Quatrième |
| 2015-2016 | Ligue Europa            | Groupe C         | PAOK Salonique        | 0 - 0    | 0 - 0     | Quatrième |
| 2015-2016 | Ligue Europa            | Groupe C         | FK Krasnodar          | 0 - 3    | 1 - 2     | Quatrième |
| 2016-2017 | Ligue Europa            | Premier tour Q   | FC Samtredia          | 5 - 1    | 1 - 2     | 6 - 3     |
| 2016-2017 | Ligue Europa            | Deuxième tour Q  | MTK Budapest FC       | 1 - 1    | 2 - 0     | 3 - 1     |
| 2016-2017 | Ligue Europa            | Troisième tour Q | Lille OSC             | 1 - 0    | 1 - 1     | 2 - 1     |
| 2016-2017 | Ligue Europa            | Barrages Q       | NK Maribor            | 3 - 1    | 0 - 1     | 3 - 2     |
| 2016-2017 | Ligue Europa            | Groupe C         | RSC Anderlecht        | 1 - 3    | 1 - 3     | Quatrième |
| 2016-2017 | Ligue Europa            | Groupe C         | AS Saint-Étienne      | 1 - 2    | 0 - 1     | Quatrième |
| 2016-2017 | Ligue Europa            | Groupe C         | FSV Mayence 05        | 2 - 3    | 0 - 2     | Quatrième |
| 2017-2018 | Ligue Europa            | Deuxième tour Q  | Jagiellonia Białystok | 1 - 1    | 2 - 0     | 3 - 1     |
| 2017-2018 | Ligue Europa            | Troisième tour Q | Panathinaïkos         | 1 - 2    | 0 - 1     | 1 - 3     |
| 2018-2019 | Ligue Europa            | Premier tour Q   | Progrès Niederkorn    | 0 - 2    | 1 - 0     | 1 - 2     |
| 2019-2020 | Ligue Europa            | Deuxième tour Q  | Dinamo Tbilissi       | 0 - 2    | 0 - 3     | 0 - 5     |
| 2022-2023 | Ligue Europa Conférence | Deuxième tour Q  | Fehérvár FC           | 2 - 1    | 1 - 4     | 3 - 5     |
| 2023-2024 | Ligue Europa Conférence | Deuxième tour Q  | Omónia Nicosie        | 2 - 3    | 1 - 4     | 3 - 7     |

Légende
- Victoire ou qualification pour le tour suivant
- Match nul
- Défaite ou élimination de la compétition

## Personnalités du club

### Entraîneurs du club
Le tableau suivant présente la liste des entraîneurs du club depuis 2005.
| Rang | Nom            | Période              |
| ---- | -------------- | -------------------- |
| 1    | Faig Jabbarov  | 2005-2006            |
| 2    | Ramiz Mammadov | 2006-mai 2010        |
| 3    | Tony Adams     | mai 2010-nov. 2011   |
| 4    | Fatih Kavlak   | nov. 2011-sept. 2012 |

| Rang | Nom                   | Période              |
| ---- | --------------------- | -------------------- |
| 5    | Ramiz Mammadov        | sept. 2012-avr. 2013 |
| 6    | Luis Aragón (intérim) | avr. 2013-mai 2013   |
| 7    | Iouri Siomine         | mai 2013-mai 2014    |
| 8    | Dorinel Munteanu      | juin 2014-déc. 2014  |

| Rang | Nom                      | Période    |
| ---- | ------------------------ | ---------- |
| 9    | Sanan Gurbanov (intérim) | déc. 2014  |
| 10   | Roman Hryhorchuk         | déc. 2014- |

### Joueurs emblématiques
- Javid Huseynov
- Oleksiy GaI
- Pāvels Doroševs
- Yannick Kamanan
- Danijel Subotić
- Kader Camara
- Victor Mendy
- Deon Burton